# Morgan Antonioni
Morgan Antonioni (Massa, 27 marzo 2002) è un hockeista su pista italiano.

## Carriera
È cresciuto sportivamente nel Forte dei Marmi sotto la guida di Pierluigi Bresciani, che lo fece debuttare nel massimo campionato nazionale all'età di sedici anni. A livello di club ha militato anche nell'Amatori Lodi.

## Palmarès
- Campionato italiano: 1

Forte dei Marmi: 2018-2019